# Nackhausen
Nackhausen ist ein Ortsteil der Gemeinde Neunkirchen-Seelscheid im Rhein-Sieg-Kreis. 

## Lage
Nackhausen liegt auf einer Anhöhe im Bergischen Land an der Grenze zu Much. Hier entspringen der Holzbach, der Wenigerbach und der Markelsbach. Nachbarorte sind Weiert im Westen, Weißenportz im Osten und Oberdorst im Süden.

## Geschichte
1830 hatte Nackhausen 15 Einwohner. 1845 hatte der Hof drei katholische und 22 evangelische Einwohner in fünf Häusern. 1888 gab es 38 Bewohner in acht Häusern.
Das Dorf gehörte bis 1969 zur Gemeinde Seelscheid.

## Öffentliche Einrichtungen
In Nackhausen ist der gemeinsame Bauhof der Gemeinde mit der Gemeinde Much.